# Sheila Radley
Pour les articles homonymes, voir Radley.
Sheila Radley, pseudonyme de Sheila Mary Robinson, née le 18 novembre 1928 à Cogenhoe, dans le Northamptonshire et morte en 2017, est une autrice britannique de roman policier. Elle a également publié des romans d'amour, mâtinés de suspense, sous le pseudonyme de Hester Rowan.

## Biographie
Elle fait ses études supérieures en Histoire à l’Université de Londres. Son diplôme en poche, elle sert pendant neuf ans comme officier-enseignant dans les Women's Royal Air Force. Elle occupe ensuite divers emplois dans le milieu civil : enseignante, commis dans une manufacture de chaussures, fonctionnaire, rédactrice dans le milieu de la publicité.
Au cours des années 1960, elle s’occupe d’un bureau de poste et d’un magasin général dans un village du Norfolk. Dans ses temps libres, elle amorce l’écriture de romans d’amour qu'elle publiera sous le pseudonyme de Hester Rowan. Puis, en 1978, elle adopte le pseudonyme de Sheila Radley pour donner, de Death in the Morning (1978) à Fair Game (1994), une série de neuf romans policiers ayant pour héros le chef-inspecteur Quantrill de la petite ville (fictive) de Breckham Market.
Fresque sans concession de l'Angleterre profonde, avec ses préjugés et ses fausses valeurs, la série Quantrill met l'accent autant sur les enquêtes du héros que sur sa vie familiale. Elle souligne entre autres les difficultés de la vie conjugale à l'âge mûr et l'impact émotif des drames du quotidien, tel l'accident de moto de Peter, le fils cadet de couple. L'humour est aussi présent, par exemple, dans ce leitmotiv comique qui fait de Quantrill, un gros homme d'un mètre quatre-vingt, la victime de son épouse Polly qui a la manie de vouloir lui imposer des régimes alimentaires draconiens. Dans Sombre Romance (1980), le héros cherche à faire la lumière sur le meurtre d'une célèbre romancière qui est aussi l'auteur favori de sa femme et de l'une de ses filles. Dans À tous les coups l’on perd (1989), il finit par comprendre, non sans peine, que deux meurtres commis récemment sont en fait le résultat d'un « contrat » passé entre deux individus qui ont échangé leur victime respective pour mieux se débarrasser d'un membre gênant de leur famille sans être inquiétés par la police.

## Œuvre

### Romans

#### SérieInspecteur Douglas Quantrill
- Death in the Morning ou Death and the Maiden (1978)
- The Chief Inspector’s Daughter (1980) Publié en français sous le titre Sombre Romance, Paris, Librairie des Champs-Élysées, Le Masque no 1681, 1982
- A Talent for Destruction (1982)
- The Quiet Road to Death ou Blood on the Happy Highway (1983)
- Fate Worse Than Death (1985)
- Who Saw Him Die? (1987) Publié en français sous le titre Trois témoins qui lui voulaient du bien, Paris, Librairie des Champs-Élysées, Le Masque no 1977, 1989
- This Way Out (1989) Publié en français sous le titre À tous les coups l’on perd, Paris, Librairie des Champs-Élysées, Le Masque no 2058, 1991
- Cross My Heart and Hope to Die (1992)
- Fair Game (1994)

#### Autre roman policier
- New Blood from Old Bones (1998)

#### Romans d'amour signés Hester Rowan
- Overture in Venice (1976)
- Linden Tree (1977)
- Alpine Encounter ou Snowfall (1978)

## Sources
1. ↑  « Sheila Robinson 1928 - 2017 », sur www.curtisbrown.co.uk (consulté le 1er juin 2023)

- Claude Mesplède (dir.), Dictionnaire des littératures policières, vol. 2 : J - Z, Nantes, Joseph K, coll. « Temps noir », 2007, 1086 p. (ISBN 978-2-910-68645-1, OCLC 315873361), p. 614-615.